# Atagí
Atagí (en llatí Attaginus, en grec antic Ἀτταγῖνος) fou un destacat tebà fill de Frinó.
Era cap del partit favorable a l'Imperi Aquemènida, i va entregar la ciutat a Xerxes I de Pèrsia l'any 480 aC, segons diu Pausànies, participant activament en la invasió persa. Va convidar Mardoni i a cinquanta dels homes més principals del seu exèrcit a un banquet poc abans de la batalla de Platea (479 aC). Després de la batalla els grecs van exigir a Atagí l'entrega dels caps perses de la ciutat, i el tebans en principi no els va voler entregar, però després de 20 dies de setge finalment ho van fer. Atagí, tanmateix, es va poder escapar però la seva família va ser detinguda pels tebans i portada davant de Pausànies que generosament els va deixar anar lliurement, segons diu Heròdot.